# Antônio Júlio de Faria
Antônio Júlio de Faria (Pará de Minas, 12 de agosto de 1950) é um empresário, advogado e político brasileiro, filiado ao Partido do Movimento Democrático Brasileiro (PMDB). Dentre suas propriedades está a rádio Espacial FM que é sediada na cidade de Pará de Minas.

## Biografia
É formado em Direito, pela Universidade de Itaúna. Foi presidente da Assembleia Legislativa de Minas Gerais entre 2001 e 2003.
Antônio Júlio foi prefeito em Pará de Minas entre 1982 a 1988.
Em 1991, ele foi eleito como deputado estadual em Minas Gerais pelo PMDB, estando no cargo até 2012 quando sua vaga foi assumida por Cabo Júlio.
No dia 7 de outubro de 2012 foi eleito novamente junto com seu vice do PSDB Geraldinho Cuíca, prefeito de Pará de Minas, obtendo 52,97% dos votos válidos. Antônio Júlio havia perdido o "poder" na cidade durante 10 anos, por declarar apoio a Eli Pinto de Faria (Tilili), que foi considerado a pior administração da cidade sob comando do PMDB na gestão 1997-2000.